# Robert Lamoot
Robert Lamoot (18 de març de 1911 - 1996) fou un futbolista belga.

## Selecció de Bèlgica
Va formar part de l'equip belga a la Copa del Món de 1934.